# Veiga (Cudillero)
Veiga es una casería española de la parroquia de Piñera, perteneciente al municipio de Cudillero, en la comunidad autónoma de Asturias.

## Toponimia
El lugar puede encontrarse referido como Veiga y Vega.

## Historia
Hacia mediados del siglo XIX, el lugar, ya por entonces perteneciente a la parroquia de Piñera del municipio de Cudillero, tenía contabilizada una población de 43 habitantes. Aparece descrito en el decimoquinto volumen del Diccionario geográfico-estadístico-histórico de España y sus posesiones de Ultramar de Pascual Madoz con las siguientes palabras:

VEGA: l. en la prov. de Oviedo, ayunt. de Cudillero de Sta. Maria de Piñera. sit. á la conclusion de la sierra de Gamonedo en una encañada que va á la hondonada de Cudillero; su terreno es de buena calidad y fértil. prod.: maiz, habas, patatas y otros frutos. pobl.: 10 vec. y 43 almas.
(Madoz, 1849, p. 622)

En 2023, la entidad singular de población de Veiga tenía empadronados 10 habitantes, todos ellos en el núcleo de población de ese nombre.